# Alwin Köhler
Alwin Köhler (1845 Volkmannsdorf – 24. prosince 1923 Ústí nad Labem) byl německo-český architekt, stavitel a stavební podnikatel. Jeho firma Alwin Köhler & Co. realizovala výstavbu celé řady obytných i průmyslových budov, především v severočeském Ústí nad Labem.

## Život
Narodil se v saském Volkmannsdorfu. Okolo roku 1870 vystudoval stavitelství na polytechnice v Drážďanech. Záhy poté se pak usadil v Ústí nad Labem, kde začal působit jako stavitel a architekt. Jeho firma se záhy stala předním podnikem realizujícím řadu obytných, reprezentačních či průmyslových staveb ve městě a okolí. Na části z nich se Köhler podílel také jako architekt. Společníky v jeho firmě byli od roku 1909 Josef Riedl (1866–1937) a později Hermann Goedecke.
Zemřel 24. prosince 1923 v Ústí nad Labem. Pohřben byl v rodinné kaplové hrobce na hřbitově v Krásném Březně.
Firma působila v regionu i po smrti svého zakladatele a svůj status si udržela až do konce druhé světové války roku 1945, kdy byli její majitelé a značná část zaměstnanců jakožto Čeští Němci odsunuti.

## Dílo (výběr)
- Synagoga v Ústí nad Labem, Malá Hradební (1880, zbořeno ve 2. polovině 20. století)[1]
- Chudobinec s modlitebnou, Prokopa Diviše 1, Ústí nad Labem (1888)
- Výletní restaurace Větruše, vrch Větruše (1897)
- Skladiště firmy Lagerhausgenossenschaft, U skladiště 15, Ústí nad Labem (1897)[4]
- Evangelický Kristův kostel, Ústí nad Labem-Střekov (1899–1900, zbořeno 1966)
- Kostel svatého Pavla, nároží ulic Horova, Bratislavská a Churchillova, Ústí nad Labem (1904–1906)
- Stará budova Městské knihovny, Ústí nad Labem (1912, zbořeno ve 2. polovině 20. století)
- Vila Ignatze Petschka, Winstona Churchilla 1368/4, Ústí nad Labem